# Ковонка
Ковонка — река в России, протекает по Первомайскому району Ярославской области. Левый приток реки Лунка.
Сельские населённые пункты около реки: Сондолово, Борщевка, Портомои; напротив устья — деревня Березники (Даниловский район).